# Експеримент професора Хинчића
Експеримент професора Хинчића је југословенски ТВ филм из 1988. године. Режирао га је Ванча Кљаковић који је написао и сценарио као варијацију на тему Пигмалиона Бернарда Шоа.

## Улоге
| Глумац          | Улога                 |
| --------------- | --------------------- |
| Божидар Алић    | Професор Хинко Хинциц |
| Витомира Лончар | Евица                 |
| Ана Карић       | Хинчићева мајка       |
| Ивица Шимић     | Штеф Боровец          |
| Реља Башић      | Амброз Штркуљ         |
| Бранка Стрмац   |                       |
| Елиза Гернер    |                       |
| Вања Матујец    |                       |
| Дафне Јемершић  |                       |